# Alicia Barnett
Alicia Barnett, née le 18 octobre 1993 est une joueuse britannique de tennis.

## Carrière
Alicia Barnett a débuté sur le circuit professionnel en 2012.
En mars 2022, elle atteint la finale du tournoi WTA 250 de Lyon avec sa compatriote Olivia Nicholls. 
En août 2022, elle gagne son 1er titre en double lors du tournoi WTA 250 de Granby toujours avec Olivia Nicholls. 

## Palmarès

### Titre en double dames
| No | Date       | Nom et lieu du tournoi                         | Catégorie | Dotation  | Surface    | Partenaire      | Finalistes                        | Score            |          |
| -- | ---------- | ---------------------------------------------- | --------- | --------- | ---------- | --------------- | --------------------------------- | ---------------- | -------- |
| 1  | 21-08-2022 | Championnats Banque Nationale de Granby Granby | WTA 250   | 251 750 $ | Dur (ext.) | Olivia Nicholls | Harriet Dart Rosalie van der Hoek | 5-7, 6-3, [10-1] | Parcours |

### Finale en double dames
| No | Date       | Nom et lieu du tournoi | Catégorie | Dotation  | Surface    | Vainqueures                    | Partenaire      | Score    |          |
| -- | ---------- | ---------------------- | --------- | --------- | ---------- | ------------------------------ | --------------- | -------- | -------- |
| 1  | 28-02-2022 | Open 6e sens Lyon      | WTA 250   | 239 477 $ | Dur (int.) | Laura Siegemund Vera Zvonareva | Olivia Nicholls | 7-5, 6-1 | Parcours |

### Finales en double en WTA 125
| No | Date       | Nom et lieu du tournoi           | Catégorie | Dotation  | Surface      | Vainqueures                       | Partenaire       | Score            |          |
| -- | ---------- | -------------------------------- | --------- | --------- | ------------ | --------------------------------- | ---------------- | ---------------- | -------- |
| 1  | 11-12-2022 | Open BLS de Limoges Limoges      | WTA 125   | 115 000 $ | Dur (int.)   | Oksana Kalashnikova Marta Kostyuk | Olivia Nicholls  | 7-5, 6-1         | Parcours |
| 2  | 31-03-2025 | Megasaray Hotels Open 3 Antalya  | WTA 125   | 115 000 $ | Terre (ext.) | Anna Bondár Simona Waltert        | Elixane Lechemia | 7-5, 2-6, [10-6] | Parcours |
| 3  | 02-06-2025 | Lexus Birmingham Open Birmingham | WTA 125   | 115 000 $ | Gazon (ext.) | Destanee Aiava Cristina Bucșa     | Elixane Lechemia | 6-4, 6-2         | Parcours |

## Parcours en Grand Chelem

### En double dames
| Année | Open d'Australie                                                                            | Open d'Australie                                                                    | Internationaux de France                                                                    | Internationaux de France | Wimbledon                                                                           | Wimbledon                                                                          | US Open | US Open |
| ----- | ------------------------------------------------------------------------------------------- | ----------------------------------------------------------------------------------- | ------------------------------------------------------------------------------------------- | ------------------------ | ----------------------------------------------------------------------------------- | ---------------------------------------------------------------------------------- | ------- | ------- |
| 2022  | —                                                                                           | —                                                                                   | —                                                                                           | —                        | 2e tour (1/16) O. Nicholls \|\| style="text-align:left;" \| N. Kichenok R. Olaru    | 1er tour (1/32) O. Nicholls \|\| style="text-align:left;" \| A. Guarachi A. Klepač |         |         |
| 2023  | 1er tour (1/32) O. Nicholls \|\| style="text-align:left;" \| M. Kolodziejová M. Vondroušová | 1er tour (1/32) O. Nicholls \|\| style="text-align:left;" \| J. Paolini M. Trevisan | 1er tour (1/32) O. Nicholls \|\| style="text-align:left;" \| L. Marozava I. Gamarra Martins | —                        | —                                                                                   |                                                                                    |         |         |
| 2024  | —                                                                                           | —                                                                                   | —                                                                                           | —                        | 1er tour (1/32) F. Christie \|\| style="text-align:left;" \| Hsieh S.-w. E. Mertens | —                                                                                  | —       |         |
| 2025  | —                                                                                           | —                                                                                   | —                                                                                           | —                        | 1er tour (1/32) E. Silva \|\| style="text-align:left;" \| C. Osorio A. Parks        | —                                                                                  | —       |         |

N.B. : le nom de la partenaire se trouve sous le résultat ; les noms des ultimes adversaires se trouvent à droite.

### En double mixte
| Année | Open d'Australie | Open d'Australie | Internationaux de France | Internationaux de France | Wimbledon                                                                            | Wimbledon | US Open | US Open |
| ----- | ---------------- | ---------------- | ------------------------ | ------------------------ | ------------------------------------------------------------------------------------ | --------- | ------- | ------- |
| 2022  | —                | —                | —                        | —                        | 1/4 de finale J. O'Mara \|\| style="text-align:left;" \| S. Stosur M. Ebden          | —         | —       |         |
| 2023  | —                | —                | —                        | —                        | 1er tour (1/16) J. Cash \|\| style="text-align:left;" \| B. Pera N. Mektić           | —         | —       |         |
| 2024  | —                | —                | —                        | —                        | 1/4 de finale M. Willis \|\| style="text-align:left;" \| G. Olmos S. González        | —         | —       |         |
| 2025  | —                | —                | —                        | —                        | 1er tour (1/16) M. Willis \|\| style="text-align:left;" \| T. Mihalíková S. González | —         | —       |         |

N.B. : le nom du partenaire se trouve sous le résultat ; les noms des ultimes adversaires se trouvent à droite.

## Classements en fin de saison
| Année          | 2012 | 2013 | 2014 | 2015 | 2016 | 2017 | 2018 | 2019 | 2020 | 2021 | 2022 | 2023 | 2024 |
| Rang en simple | 1053 | –    | –    | –    | 1143 | 722  | 514  | 574  | 586  | 610  | 817  | –    | –    |
| Rang en double | 1231 | –    | –    | –    | –    | 727  | 444  | 357  | 326  | 184  | 60   | 106  | 180  |

Source : (en) Classements de Alicia Barnett sur le site officiel de la Fédération internationale de tennis